# 1619 Ueta
1619 Ueta eller 1953 TA är en asteroid i huvudbältet som upptäcktes den 11 oktober 1953 av den japanske astronomen Tetsuyasu Mitani vid Kwasan observatoriet. Den har fått sitt namn efter Ueta, föreståndare för Kwasan observatoriet.
Asteroiden har en diameter på ungefär 8 kilometer.